# 榊原鍵吉
榊原 鍵吉（さかきばら けんきち、文政13年11月5日（1830年12月19日） - 明治27年（1894年）9月11日）は、江戸幕府幕臣、剣術家。諱は友善（ともよし）。
幕末期に男谷信友から直心影流男谷派剣術を継承し、講武所剣術師範役、遊撃隊頭取を務める。明治維新後は撃剣興行を主宰して困窮した士族を救済したことや、天覧兜割りの成功などで知られ、「最後の剣客」と呼ばれる。稽古で長さ六尺（180cm）、重さ三貫（11kg）の振り棒を2000回も振ったといわれ、腕周りは55cmあったという。弟子に山田次郎吉や大東流合気柔術の実質的な創始者である武田惣角らがいる。

## 生涯

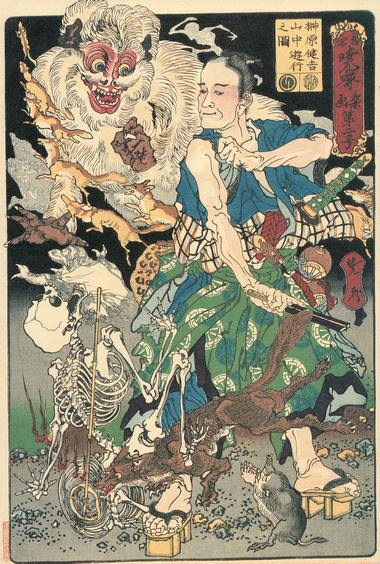
河鍋暁斎画『暁斎楽画 第二号 榊原健吉山中遊行之図』。妖怪たちの脅しにも動じない鍵吉の豪胆さを描いた画。

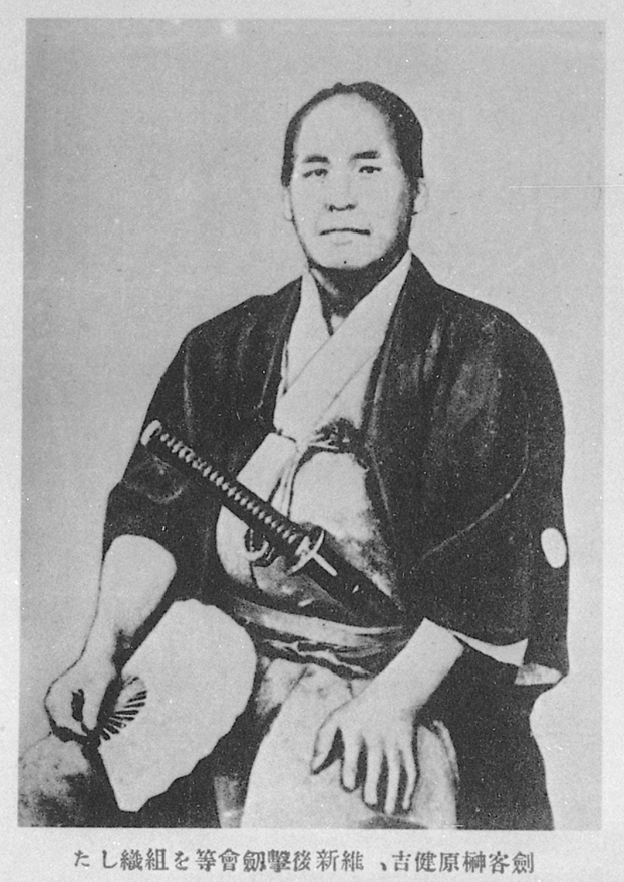

### 生い立ち
江戸麻布の広尾に生まれる。花房氏の血を引く榊原職直の系統である御家人・榊原益太郎友直の子。5人兄弟の長男であった。

### 直心影流修行
天保13年（1842年）、13歳のときに直心影流剣術・男谷信友の道場に入門する。当時、男谷道場は広尾から近い狸穴にあった。しかし、同年に母が死去し、父・益太郎は下谷根岸に移ったために狸穴は遠く不便となった。その上、榊原鍵吉は亡き母に代わって家の雑務や兄弟の面倒を見る必要があった。見かねた男谷は、玄武館・士学館・練兵館など名のある道場の方が近くて便利だと移籍を促した。しかし榊原鍵吉は、いったん入門した以上は他に移る気はないと言って通い続けた。
榊原鍵吉はめきめき上達したが、家が貧乏なため、進級しても切紙や目録など、費用のかかる免状を求めたことがなかった。嘉永2年（1849年）、男谷は事情を察し、男谷の方で用意を整えてやり榊原鍵吉に免許皆伝を与えた。
男谷道場では沼津藩柔術指南役の柏崎又四郎と藍澤勝之に戸塚派楊心流の教授を依頼していたことがあり、榊原鍵吉も他の門人と共に柔術を学んでいる。

### 講武所時代
安政3年（1856年）3月、27歳のときに男谷の推薦によって講武所の剣術教授方となる。後に師範役に進む。
安政7年（1860年）2月、講武所が築地から神田小川町に移転した際、2月3日の開場式に将軍徳川家茂、大老井伊直弼ら幕閣が臨席して模範試合が開かれた。鍵吉は槍術の高橋泥舟（謙三郎）と試合する。すでに高橋は井戸金平と対戦して、相手の得意技である足がらみで勝ち、席を湧かせていた。鍵吉は高橋に勝って、満座の喝采を浴びた。これを家茂が気に入り、鍵吉は将軍の個人教授を務めるようになる。
文久3年（1863年）、将軍上洛に供をして上京。二条城内で新規お召し抱えの天野将曹（将監とも）と試合して勝つ。天野は男谷派の同門だが、新規お召し抱えの意地もあって「参った」と言わず、それならばと鍵吉は激烈な諸手突きをくわせて天野をひっくり返したという。また、京都の四条河原で土佐藩浪士3人を斬ったともいう。
慶応2年（1866年）7月、家茂が大坂城で死去すると、江戸に戻る。11月に講武所が陸軍所と改称、組織替えになると、職を辞して下谷車坂に道場を開く。

### 維新前後
慶応4年（1868年）、上野戦争のとき、鍵吉は彰義隊には加盟しなかったが、輪王寺宮公現入道親王（後の北白川宮能久親王）の護衛を務め、土佐藩士数名を斬り倒して、山下の湯屋・越前屋佐兵衛と二人で交互に宮を背負って三河島まで脱出。その後何食わぬ顔で車坂の道場に戻っている。
維新後、徳川家達に従って駿府に移るが、明治3年（1870年）に再び東京に戻る。明治政府から刑部省大警部として出仕するよう内命があったが、鍵吉はこれを受けずに、弟の大沢鉄三郎を代わりに推挙した。

### 最後の剣客
散髪脱刀令などの文明開化の影響で町道場は立ちゆかなくなり、武芸者は困窮する。鍵吉は、これら武芸者の救済策として、明治6年（1873年）に「撃剣会」を組織、浅草見附外の左衛門河岸で見世物興行する。これが撃剣興行の始まりで、東京で37カ所、地方にも及んだ。剣の道を汚す行為という批判もあったが、現在では剣術の命脈を保ったと評価されている。
明治9年（1876年）、廃刀令が出ると、刀の代わりに「倭杖」（やまとづえ）と称する、帯に掛けるための鉤が付いた木刀（政府に遠慮して杖（つえ）と称していた）と、脇差代わりの「頑固扇」と称する木製の扇を考案し、身に着けた。また、死ぬまで髷を解かなかった。
明治11年（1878年）、明治天皇が上野に行幸し、天覧試合が挙行された。鍵吉は主宰として審判を務めた。
明治12年（1879年）、警視庁に撃剣世話掛が創設されると、鍵吉は審査員として採用者を選抜した。
明治20年（1887年）11月11日、明治天皇が伏見宮邸を訪れた際、天覧兜割り試合が催された。出場者は警視庁撃剣世話掛の逸見宗助と、同じく上田馬之助、そして鍵吉であった。逸見、上田は失敗したが、鍵吉は名刀「同田貫」を用いて明珍作の兜を斬り割った（切口3寸5分、深さ5分）。このとき、健吉は白装束で試合に挑んでおり、失敗したら切腹をする覚悟であったという。

### 晩年

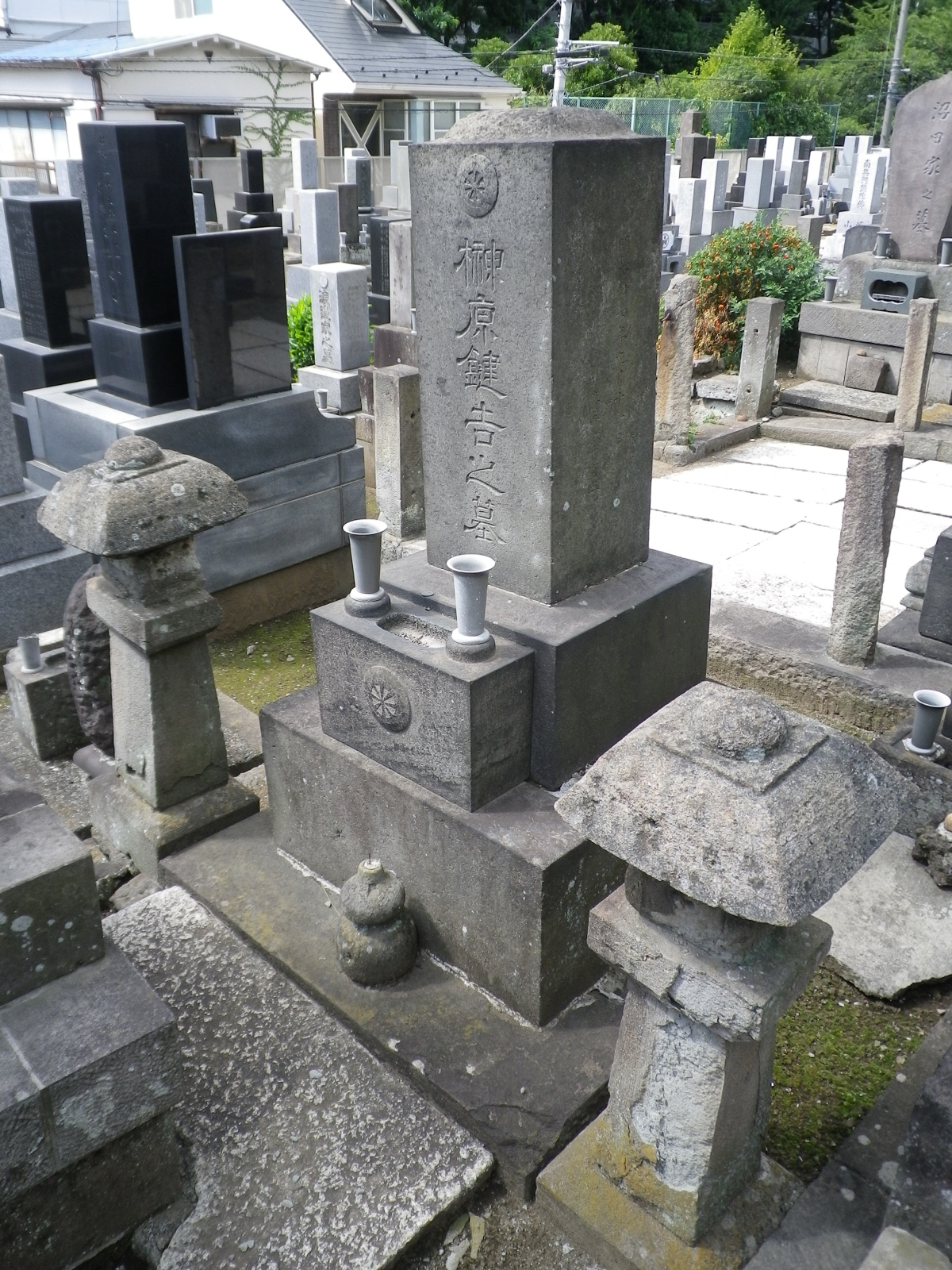
榊原鍵吉の墓（西応寺）

講釈席や居酒屋を経営したがうまくいかず、晩年まで車坂道場で後進を指導し度々講武を、著名人が招かれた園遊会などで行った。車坂の道場には、後に大日本武徳会剣道の重鎮となる内藤高治や、英国領事館書記のトーマス・マクラチ（Thomas McClatchie）、フェンシングの名手でもあったハインリヒ・フォン・シーボルト、ドイツ人の東京帝国大学講師ベルツ、陸軍戸山学校西洋剣術教師のフランス人ウイラレー及びキールら外国人も訪れ、鍵吉の指導を受けた。
明治27年（1894年）元旦、弟子の山田次朗吉に直心影流の免許皆伝を授け、同流第15代と道場を譲る。9月11日、脚気衝心により死去。享年65。四谷西応寺に葬られた（墓は新宿区指定史跡）。法名は義光院杖山倭翁居士。平成15年（2003年）、全日本剣道連盟の剣道殿堂に顕彰された。

## 関連文献
- 『書と禅』大森曹玄 1975年 新装版第二版 春秋社 p.65